# L'avversario - L'altra faccia del campione
L'avversario - L'altra faccia del campione è un programma televisivo italiano in onda dal 2023 su Rai 3, che consiste in interviste ad alcuni grandi campioni dello sport. La regia è affidata a Daniele Babbo, la conduzione all'ex calciatore Marco Tardelli.

## Descrizione
Il programma, in onda dal 5 giugno 2023, è condotto dal campione del mondo di calcio Marco Tardelli, che racconta il mondo sportivo. Ripercorre la carriera e le vite di altrettanti straordinari campioni dello sport attraverso una prospettiva nuova: il racconto dei loro più acerrimi avversari. Vengono presentati aneddoti inediti, ricordi mai confessati, piacevoli e dolorosi, all'interno di una narrazione avvincente.
La trasmissione va in onda ogni lunedì in seconda serata per sei puntate, a partire dalle 23:15, dopo il programma Report. La seconda edizione va in onda alla domenica sempre dopo Report dal 21 aprile 2024.

### Puntate
| N. | Protagonista | Protagonista        | Messa in onda  |
| -- | ------------ | ------------------- | -------------- |
| 1  |              | Antonio Cassano     | 5 giugno 2023  |
| 2  |              | Federica Pellegrini | 19 giugno 2023 |
| 3  |              | Roberto Mancini     | 26 giugno 2023 |
| 4  |              | Lea Pericoli        | 3 luglio 2023  |
| 5  |              | Michel Platini      | 10 luglio 2023 |
| 6  |              | Franco Menichelli   | 17 luglio 2023 |
| 7  |              | Gigi Riva           | 21 aprile 2024 |
| 8  |              | Paolo Maldini       | 28 aprile 2024 |
| 9  |              | Bruno Giordano      | 5 maggio 2024  |
| 10 |              | Luciano Spalletti   | 12 maggio 2024 |